# Basil Kelly
Basil Trevor Kelly (Nasáu, 11 de mayo de 1930-11 de agosto de 2003) fue un regatista bahameño que compitió en tres Juegos Olímpicos.
En los Juegos Olímpicos de Helsinki 1952 y de Roma 1960 compitió en la clase 5.5 metros, y en los de Tokio 1964 en la clase Dragon.
En la clase Snipe fue subcampeón del Hemisferio Occidental y Oriente en 1958; medalla de oro en los IX Juegos Centroamericanos y del Caribe, en 1962; y tercero en el Mundial de 1963.
Como dirigente deportivo, fue comodoro de la SCIRA en 1966 y 1967.